# Sèmè-Kpodji
Sèmè-Kpodji es una comuna beninesa perteneciente al departamento de Ouémé.
En 2013 tiene 222 701 habitantes, de los cuales 23 636 viven en el arrondissement de Sèmè-Kpodji. En el siglo XXI, esta comuna ha experimentado un crecimiento demográfico considerable como consecuencia de la falta de espacio en la vecina ciudad de Cotonú.
Se ubica entre Porto Novo y el Océano Atlántico.

## Subdivisiones
Comprende los siguientes arrondissements:
- Agblangandan
- Aholouyèmè
- Djrègbè
- Ekpè
- Sèmè-Kpodji
- Tohouè